# Sita Vermeulen
Sita Maria Vermeulen (Ilpendam, 8 juni 1980) is een Nederlandse popzangeres, presentatrice en musicalactrice.

## Biografie
Vermeulen deed in 2001 mee aan het programma Starmaker en maakte met andere deelnemers verschillende liedjes in de band K-otic, die uit het programma voortkwam. Het eerste nummer van deze groep was Damn (I think I love you). Met Starmaker-collega Bart Voncken scoorde Vermeulen als Sita & Bart de hit I Was Made To Love You en kwam uit als single. Beide nummers werden grote hits in de Nederlandse hitlijsten.

### Solocarrière
In december 2001 verliet ze de band voor een solocarrière. Die maand verscheen het nummer Happy van het gelijknamige debuutalbum, dat in januari 2002 uitkwam. Het werd een nummer 1-hit in Nederland en bereikte ook de hitparades in Vlaanderen, Duitsland en Frankrijk. Een tweede nummer 1-hit scoorde ze met het lied Lopen op het water, een duet met Marco Borsato ter gelegenheid van het huwelijk van Prins Willem-Alexander en Máxima.
Vervolgens was het in Nederland wat stil rond Vermeulen, maar in Frankrijk nam ze samen met de groep Kyo het lied Le Chemin op. Dat lied werd in januari 2004 door een Franse radiozender uitgeroepen tot het beste Franstalige lied van 2003. Verder presenteerde in 2003 een animatiefiguurtje in de vorm van Vermeulen een quiz op TMF.
In november 2003 verscheen haar volgende album, Come with me. Bij de lancering van de tweede single van dat album, Popstar, werd bekendgemaakt dat een tijdschrift genaamd Popstar zou worden begonnen. Later bleek dit een 1 aprilgrap. Speciaal voor de Franse markt kwam in maart 2004 een album (L'envers du décor) uit met vier Franstalige nummers. De single Dance the night away werd de titelsong van de kindersoap ZOOP. Vermeulen zong ook mee in het nummer Als je iets kan doen ten behoeve van de zeebeving in Azië.
In december 2005 verscheen het kerst-nummer Because we care, dat speciaal geschreven werd voor het programma Kids United. De opbrengst ging naar Unicef. In september 2021 bracht ze voor Wereldalzheimerdag het nummer Hou Je Vast Ik Laat Je Los uit, hiermee wilde ze ook haar moeder eren.

### 2007-2013
Later kwam haar zangcarrière op een lager pitje te staan. Vermeulen ging zich bezighouden met het presenteren van het programma Jetix Max op Jetix. Hiervoor nam ze samen met Co Rowold het nummer To the max op, dat haar opnieuw een hit opleverde. In 2007 deed ze met succes mee aan de tweede serie van het SBS6-programma Sterren dansen op het ijs. Met Slawomir Borowiecki als haar schaatspartner wist ze de competitie uiteindelijk te winnen. Later was ze, samen met medefinalist Geert Hoes, te zien in de Holiday on ice-show Romanza. Het hieruit afkomstige nummer Zoete pijn werd in januari 2008 op single uitgebracht. In november 2008 maakte Vermeulen in het radioprogramma Claudia d'r op van 3FM bekend dat ze werkte aan een nieuw album.
In november 2009 werd Vermeulen het gezicht van Disney Channel in Nederland. Dit werd ze samen met de Vlaming Dean Delannoit. Samen gingen ze My Camp Rock presenteren en namen ze een single op. Vermeulen maakte ook in 2010 een videoclip School's Out-special voor de serie Shake It Up.

### Musicals
In 2013 was Vermeulen, samen met Dagmar Liekens en Wanda Joosten, te zien in de Vlaamse theaters in Het Sprookjesconcert, de musical. Ook speelde ze sindsdien in diverse musicals van Van Hoorne Theaterproducties, waaronder samen met Ron Link in Assepoester. In het theaterseizoen 2018/2019 speelde ze mee in de kindermusical De Kleine Zeemeermin. Een jaar later kreeg ze onverwachts de hoofdrol in de kindermusical Doornroosje, nadat Jennifer Ewbank om persoonlijke redenen vlak voor de repetities afhaakte.

### Pretpark
Al een langere tijd is de stem van Sita te horen in Kinderpretpark Julianatoren waar zij de stem inspreekt van muizenmeisje Julia. Ook speelde ze in 2025 in live theatervoorstellingen op het park.

## Virtuele Sita: WiredWitch
In de videoclips van Happy en Jerk werd een avatar van Sita gebruikt die ook in andere vormen terugkwam. In 2001 werd de avatar gebruikt in een strip in het blad Hitkrant. Als WiredWitch woonde ze in de fabriek van haar overgrootvader en ontdekte dat ze toverkrachten had. In 2002 en 2003 werd het karakter gebruikt op TMF Nederland als VJ Virtuele Sita. Deze presenteerde (met de stem van Tamara Brinkman) een quiz waarbij het leek alsof de avatar tussen de deelnemers in stond.

## Trivia
- In juli 2007 liep Vermeulen door een tekenbeet de ziekte van Lyme op[5].
- Muzikant Jaap Kwakman (bekend van de 3js) heeft in de begeleidingsband van Vermeulen gespeeld.
- Vermeulen zat in de jury van het vierde seizoen Sterren Dansen op het IJs.
- Begin 2018 speelde zij in het theater in de kindervoorstelling Fien en Teun.
- In 2024 was Vermeulen te zien als secret singer in het televisieprogramma Secret Duets.

## Discografie

### Albums
| Album met eventuele hitnotering(en) in de Nederlandse Album Top 100 | Datum van verschijnen | Datum van binnenkomst | Hoogste positie | Aantal weken | Opmerkingen   |
| ------------------------------------------------------------------- | --------------------- | --------------------- | --------------- | ------------ | ------------- |
| Happy                                                               | 2002                  | 19-01-2002            | 2               | 19           | Goud (40.000) |
| Come with me                                                        | 2003                  | 05-12-2003            | 76              | 2            |               |
| L'envers du décor                                                   | 29-03-2004            | -                     |                 |              |               |

| Album met hitnotering(en) in de Vlaamse Ultratop 200 albums | Datum van verschijnen | Datum van binnenkomst | Hoogste positie | Aantal weken | Opmerkingen |
| ----------------------------------------------------------- | --------------------- | --------------------- | --------------- | ------------ | ----------- |
| Happy                                                       | 2002                  | 13-04-2002            | 20              | 14           |             |

### Singles
| Single met eventuele hitnotering(en) in de Nederlandse Top 40 | Datum van verschijnen | Datum van binnenkomst | Hoogste positie | Aantal weken | Opmerkingen                                                       |
| ------------------------------------------------------------- | --------------------- | --------------------- | --------------- | ------------ | ----------------------------------------------------------------- |
| I was made to love you                                        | 2001                  | 19-05-2001            | 2               | 9            | met Bart / Nr. 2 in de Single Top 100                             |
| Happy                                                         | 2001                  | 17-11-2001            | 1(2wk)          | 14           | Nr. 1 in de Single Top 100 / Alarmschijf                          |
| Lopen op het water                                            | 2001                  | 22-12-2001            | 1(4wk)          | 14           | met Marco Borsato / Nr. 1 in de Single Top 100                    |
| Hello                                                         | 2002                  | 23-02-2002            | 12              | 7            | Nr. 21 in de Single Top 100                                       |
| Selfish                                                       | 2002                  | 31-08-2002            | 18              | 6            | Nr. 34 in de Single Top 100                                       |
| Jerk / Le chemin                                              | 2002                  | 23-11-2002            | tip4            | -            | Le chemin met Kyo / Nr. 60 in de Single Top 100                   |
| Come with me                                                  | 2003                  | 25-10-2003            | 26              | 4            | Nr. 29 in de Single Top 100                                       |
| Popstar                                                       | 2004                  | 06-03-2004            | tip5            | -            | Nr. 56 in de Single Top 100                                       |
| Dance the night away                                          | 2004                  | 05-06-2004            | 36              | 2            | met Co / Nr. 30 in de Single Top 100                              |
| Ce qui nous rend fous                                         | 22-06-2004            | -                     |                 |              |                                                                   |
| Als je iets kan doen                                          | 06-01-2005            | 15-01-2005            | 1(4wk)          | 9            | met Artiesten voor Azië / Nr. 1 in de Single Top 100              |
| To the max                                                    | 2005                  | 09-07-2005            | 19              | 4            | met Co / Nr. 8 in de Single Top 100                               |
| Because we care                                               | 19-12-2005            | -                     |                 |              | voor Kids United / Nr. 41 in de Single Top 100                    |
| Zoete pijn                                                    | 01-2008               | -                     |                 |              | voor Holiday on Ice Romanza                                       |
| Als de nacht valt                                             | 03-07-2009            | -                     |                 |              | met Yes-R / voor de animatiefilm Sunshine Barry en de discowormen |
| Wouldn't change a thing                                       | 2010                  | -                     |                 |              | met Dean Delannoit voor Camp Rock 2                               |

| Single met hitnotering(en) in de Vlaamse Ultratop 50 | Datum van verschijnen | Datum van binnenkomst | Hoogste positie | Aantal weken | Opmerkingen                         |
| ---------------------------------------------------- | --------------------- | --------------------- | --------------- | ------------ | ----------------------------------- |
| Lopen op het water                                   | 2001                  | 19-01-2002            | 1(3wk)          | 16           | met Marco Borsato                   |
| Happy                                                | 2001                  | 02-03-2002            | 21              | 11           |                                     |
| Hello                                                | 2002                  | 08-06-2002            | 49              | 1            |                                     |
| Selfish                                              | 2002                  | 07-09-2002            | tip3            | -            |                                     |
| Jerk / Le chemin                                     | 2002                  | 04-01-2003            | tip5            | -            | Le chemin met Kyo                   |
| Come with me                                         | 2003                  | 18-10-2003            | tip12           | -            |                                     |
| Wouldn't change a thing                              | 2010                  | 21-08-2010            | tip26           | -            | met Dean Delannoit voor Camp Rock 2 |

### Dvd's
| Dvd's met hitnoteringen in de Nederlandse DVD Music Top 30 | Datum van verschijnen | Datum van binnenkomst | Hoogste positie | Aantal weken | Opmerkingen  |
| ---------------------------------------------------------- | --------------------- | --------------------- | --------------- | ------------ | ------------ |
| Assepoester                                                | 2015                  | 17-01-2015            | 20              | 3            | met Ron Link |